# Richard Himmel
Pour les articles homonymes, voir Himmel.
Richard Himmel, né le 3 septembre 1920 à Chicago, dans l'État de l'Illinois, et mort le 5 avril 2000 à Palm Beach, en Floride, est un designer, un décorateur intérieur et un écrivain américain, auteur de roman policier et de roman western.

## Biographie
Lauréat d'un concours d'écriture à l'âge de 11 ans, il étudie au collège avec le futur romancier et dramaturge Thornton Wilder, partageant avec lui sa passion pour la littérature et une très grande amitié. Il fait des études supérieures en journalisme et en littérature anglaise à l'université de Chicago. Pendant la Seconde Guerre mondiale, il sert dans l'armée et fait partie un certain temps du personnel du général George S. Patton. 
Après la guerre, il retourne à Chicago et, avec sa sœur, Muriel Lubliner, fonde une entreprise de décoration d'intérieur Il devient par la suite un designer d'intérieur, dessinant des meubles de prestige. Très en vue dans le milieu du design, il est responsable de la conception de projets résidentiels de grande envergure pour de fortunés clients, tels que le chroniqueur et journaliste Irv Kupcinet et le boxeur Mohamed Ali. Il travaille également pour des clubs privés, des banques, des restaurants et des boîtes de nuit.
En dépit de ses succès dans le domaine du design, il mène en parallèle une carrière d'écrivain de littérature populaire. Il écrit un premier roman, une œuvre alimentaire intitulée Soul of Passion, à la fin des années 1940, qui est rebaptisée The Shame en 1950. La même année, il publie I'll Find You, premier titre d'une série policière très standard consacrée aux enquêtes de l'avocat John Maguire où se révèlent les influences conjuguées de Mickey Spillane et Craig Rice. Dans Efface-moi ! (Two Deaths Must Die, 1954), seul roman de Himmel traduit en France, Johnny Maguire est engagé par un producteur d'Hollywood pour récupérer les négatifs d'un film pornographique qui risquent de briser la carrière d'une jeune actrice prometteuse. Dans ce roman plus humoristique qu'à l'ordinaire, Himmel rend un hommage particulièrement net à l'œuvre policière de la romancière Craig Rice, native de Chicago. 
Les romans de pulp fiction de Himmel se vendent dans les années 1950 à plus de 11 millions d'exemplaires. Mais le plus grand succès de son entreprise de design le tient éloigné de sa machine à écrire pendant 15 ans. Il y revient à la fin des années 1970 avec la publication de trois romans, dont The Twenty-Third Web (1977), roman dans lequel un réseau terroriste tente d'éliminer de riches Juifs américains qui soutiennent financièrement Israël.

## Œuvre

### Romans

#### SérieJohnny Maguire
- I'll Find You (1950)
- The Chinese Keyhole (1951)
- I Have Gloria Kirby (1951)
- Two Deaths Must Die (1954) Publié en français sous le titre Efface-moi !, traduit par Pierre Sarkissian, Paris, Gallimard, Série noire no 224, 1954
- Cry of the Flesh (1955)
- The Rich and the Damned (1958)
- The Name's Maguire (1962)
- It's Murder Maguire (1963)

#### Autres romans
- Soul of Passion ou The Shame (1949)
- Beyond Desire ou Strange Desires (1952)
- The Sharp Edge (1952)
- The Scarlet Angel (1956)
- The Twenty-Third Web (1977)
- Lions at Night (1979)
- Echo Chambers (1982)

### Nouvelle
- Flesh and the Blood (1955), texte paru dans le magazine féminin Cosmopolitan

### Sources
- Claude Mesplède, Dictionnaire des littératures policières, vol. 1 : A - I, Nantes, Joseph K, coll. « Temps noir », 2007, 1054 p. (ISBN 978-2-910-68644-4, OCLC 315873251), p. 972.
- Claude Mesplède et Jean-Jacques Schleret, SN, voyage au bout de la Noire : inventaire de 732 auteurs et de leurs œuvres publiés en séries Noire et Blème : suivi d'une filmographie complète, Paris, Futuropolis, 1982 (OCLC 11972030), p. 190